# Sound FC
Der Sound FC ist ein US-amerikanisches Fußball-Franchise mit Sitz in Sumner im Bundesstaat Washington.

## Geschichte

### Anfänge
Das Franchise wurde im Jahr 2006 gegründet, direkt zur Saison 2006 nahm es kurzfristig den Platz von Spokane Shadow ein, welche ihren Spielbetrieb vorübergehend eingestellt hatten. Als Tacoma FC wurde man mit 16 Punkten in der Western Conference innerhalb der Northwest Division Fünfter. Zur nächsten Saison nahm das Franchise nun den Namen Tacoma Tide an und mit 32 Punkten ging es über den zweiten Platz nach der Regular Season erstmals in die Playoffs. Hier scheiterte man aber bereits mit 1:4 nach Verlängerung an Fresno Fuego in den Conference Semifinals. Eine weitere Leistungssteigerung gelang noch einmal in der Spielzeit 2008 wo man nun erstmals die Spielzeit mit 34 Punkten und dank besserem Torverhältnis auf den Verfolger an der Spitze der Saison abschloss. Zwar gelang es diesmal in den Semifinals der Conference den Vorjahresgegner aus Fresno klar mit 3:0 zu schlagen, jedoch scheiterte man dann in den Finals am Divisions-Rivalen Vancouver Whitecaps Residency.
Dies war dann erst einmal aber auch die letzte Teilnahme an den Playoffs für die Mannschaft und man rückte stetig von den Plätzen ab, dies mündete am Ende auch in einen letzten Platz mit nur acht Punkten am Ende der Saison 2011. Direkt am Ende der Saison wurde bekannt, dass die Besitzer des Klubs so nicht weitermachen wollen.

### Als Seattle Sounders U23
Am Ende übernahm im Januar 2012 das MLS-Franchise Seattle Sounders die Namensrechte an der Mannschaft und wandelte sie in ihr U23-Entwicklungsteam um. Gleich in der Saison 2012 gelang mit 36 Punkten klar der erste Platz in der Division und auch in den Playoffs erreichte man neue Höhen als man in den Conference Finals Ventura County Fusion mit 2:0 besiegte. Erst in den Semi-Finals der Championship musste man mit einer 2:3-Niederlage gegen Forest City London klein beigeben. Dieser Höhenflug blieb jedoch die Ausnahme und in den folgenden Spielzeiten gelang keine Teilnahme an den Playoffs mehr. Erst nach der Regular Season 2015 platzierte sich die Mannschaft mit 22 Punkten auf dem dritten Platz, womit man knapp die Qualifiers erreicht. Hierüber ging es dann weiter in die Playoffs wo wieder einmal in den Semifinals gegen K–W United FC nach einer 0:1-Niederlage Schluss war. Erneut in die Playoffs schaffte man es auch in der Saison 2016 in die Playoffs, diesmal war aber bereits in der Divisional Qualification gegen den Calgary Foothills FC nach einer 1:3-Niederlage, dass Ende schnell in Sicht. In den nächsten Spielzeiten gelang es dann jedoch wieder einmal nicht mehr die Playoffs zu erreichen. Am Ende zogen die Seattle Sounders im Januar 2020 nach achten Jahren die Namensrechte von sich vom Franchise zurück. Daraufhin gab sich der Klub den neuen Namen Sound FC. Unter diesem Namen kam aber nie ein Spielbetrieb zum Laufen und die Seattle Sounders übergaben das Spielrecht in der Liga anschließend auch zum Eastside FC.

### Seit 2020
Durch die nicht ausgetragene Saison 2020 aufgrund der COVID-19-Pandemie und den Rückzug von Eastside FC in der Saison 2021 und das Fehlen in der Auflistung bei den Teams der Saison 2022 nahmen bis dahin aber weder der Sound FC noch Eastside mehr am Spielbetrieb teil.